# Nothotsuga
Nothotsuga (рус. Нототсуга) — монотипный род хвойных деревьев семейства Сосновые. Единственный вид — Nothotsuga longibracteata.

## Распространение и экология
Нототсуга — эндемик Китая, отмеченный в провинциях Фуцзянь, Гуандун, Гуанси, Гуйчжоу, Хунань и Цзянси. Произрастает в виде нескольких изолированных популяций. Вероятно, никогда не обладала широким ареалом. Места произрастания Nothotsuga longibracteata — горные леса небольшой и средней высоты (от 300 до 2300 м над уровнем моря). Один из типов лесов — вечнозелёный широколиственный с деревьями родов Castanopsis, Lithocarpus и Quercus, а также Fokienia hodginsii; другой — более высокогорный смешанный лес с Fagus longipetiolata, Tetracentron sinensis, Nyssa sinensis, Acer angustilobium, Davidia involucrata и Sorbus. Хвойные деревья, вместе с которыми встречается нототсуга, — Tsuga chinensis, Pinus massoniana и Pinus fenzeliana.

## Таксономия
Благодаря филогенетическим исследованиям обособленность нототсуги от других родов хвойных была подтверждена. Первоначально это растение было описано в составе рода Тсуга.
Синонимы
- Nothotsuga Hu, 1951, nom. nud.
- ×Tsugo-keteleeria Van Campo & Gaussen, 1948, nom. inval.

Синонимы вида
- Hesperopeuce longibracteata (W.C.Cheng) W.C.Cheng, 1961
- Nothotsuga longibracteata (W.C.Cheng) Hu, 1951, nom. inval.
- Tsuga longibracteata W.C.Cheng, 1933basionym
- ×Tsugo-keteleeria longibracteata (W.C.Cheng) Van Campo & Gaussen, 1948, nom. inval.